# Zgornje Grušovlje
Zgornje Grušovlje – wieś w Słowenii, w gminie Žalec. W 2018 roku liczyła 189 mieszkańców.